# Veere
Veere (zelandès Ter Veere) és un municipi de la província de Zelanda, al sud dels Països Baixos. L'1 de gener de 2009 tenia 22.003 habitants repartits per una superfície de 207,09 km² (dels quals 74,01 km² corresponen a aigua). Limita al nord amb Schouwen-Duiveland, a l'est amb Noord-Beveland i al sud amb Middelburg i Vlissingen

## Centres de població
Aagtekerke (població el 2003: 1,479), Biggekerke (895), Domburg (1,481), Gapinge (522), Grijpskerke (1,377), Koudekerke (3,620), Meliskerke (1,477), Oostkapelle (2,451), Serooskerke (1,833), Veere (1,520), Vrouwenpolder (1,125), Westkapelle (2,672), Zoutelande (1,593), Kamperland (1,342).

## Administració
El consistori consta de 19 membres, compost per:
- PvdA/GroenLinks 5 regidors
- Crida Demòcrata Cristiana, (CDA) 5 regidors
- SGP/ ChristenUnie, 5 regidors
- Partit Popular per la Llibertat i la Democràcia, (VVD) 3 regidors
- Dorpsbelangen en Toerisme Veere (DTV), 1 regidor